# Trojaczek (Górowo Iławeckie)
Trojaczek (deutsch Dittchenhöfen) ist eine Siedlung in der polnischen Woiwodschaft Ermland-Masuren und gehört zur Landgemeinde Górowo Iławeckie (Landsberg) im Powiat Bartoszycki (Kreis Bartenstein).

## Geographische Lage
Die Siedlung (polnisch = "Osada") Trojaczek liegt im Nordwesten der Woiwodschaft Ermland-Masuren, 21 Kilometer südlich der heute auf russischem Territorium gelegenen einstigen Kreisstadt Preußisch Eylau (russisch Bagrationowsk) bzw. 19 Kilometer südwestlich der jetzigen Kreismetropole Bartoszyce (deutsch Bartenstein).

## Geschichte
Tidekehoffen wurde im 1350 gegründet. Nach 1468 nannte man den kleinen Gutsort Dütkenhöfen, nach 1597 Dittckenhöffchen, nach 1756 Dittckenhöffen, nach 1762 Ditkenhöfen, nach 1785 Dittchenhofen und nach 1820 Dittchenhöfen. Ab dem 1. Januar 1883 wurde der Gutsbezirk Dittchenhöfen als Teil des Amtsbezirks Nerfken (polnisch Nerwiki) im ostpreußischen Kreis Preußisch Eylau genannt. Im Jahre 1910 werden dem Gutsort 32 Einwohner bescheinigt.
Am 30. September 1928 verlor der Gutsbezirk Dittchenhöfen seine Eigenständigkeit, als er in die Landgemeinde Petershagen (polnisch Pieszkowo) eingegliedert wurde.
Als 1945 in Kriegsfolge das gesamte südliche Ostpreußen an Polen abgetreten wurde, erhielt Dittchenhöfen die polnische Namensform „Trojaczek“. In den ersten Nachkriegsjahren noch besiedelt ist Trojaczek heute ohne Gebäude und gilt als verlassener Ort, der amtlich aber immer noch erwähnt wird. Er gehört zur Gmina Górowo Iławeckie (Landgemeinde Landsberg) im Powiat Bartoszycki (Kreis Bartenstein), von 1975 bis 1998 der Woiwodschaft Olsztyn, seither der Woiwodschaft Ermland-Masuren zugehörig.

## Religion
Bis 1945 war Dittchenhöfen ein Kirchspielort der Kirche Petershagen (Ostpreußen) in der Kirchenprovinz Ostpreußen der Kirche der Altpreußischen Union. Heute gehört Trojaczek zur römisch-katholischen Pfarrei St. Maria Magdalena in Pieszkowo (Petershagen) im Erzbistum Ermland.

## Verkehr
Trojaczek liegt an einer Nebenstraße, die von Kanie Iławeckie (Salwarschienen) nach Nerwiki (Nerfken) führt.
Bis 1992 war Kanie Iławeckie (bis 1945 Salwarschienen) die nächste Bahnstation. Sie lag an der polnischen Staatsbahnlinie 224 Czerwonka–Sągnity, die bis 1945 die Städte Königsberg (Preußen) (russisch Kaliningrad) und Zinten (russisch Kornewo) mit Rothfließ (polnisch Czerwonka) und Niedersee (Ruciane) verband. Die Strecke ist seit 2017 geschlossen und größtenteils demontiert.